# Лейк (округ, Міннесота)
Шаблон:StateAbbr_ 47°32′ пн. ш. 91°23′ зх. д. / 47.53° пн. ш. 91.39° зх. д.
Округ Лейк (англ. Lake County) — округ (графство) у штаті Міннесота, США. Ідентифікатор округу 27075.

## Історія
Округ утворений 1856 року.

## Демографія
За даними перепису
2000 року
загальне населення округу становило 11058 осіб, зокрема міського населення було 3468, а сільського — 7590.
Серед мешканців округу чоловіків було 5522, а жінок — 5536. В окрузі було 4646 домогосподарств, 3141 родин, які мешкали в 6840
05000US27125 будинках.
Середній розмір родини становив 2,83.
Віковий розподіл населення поданий у таблиці:
| Стать    | До 15 років | 15-21 | 22-29 | 30-39 | 40-49 | 50-65 | 65-85 | Понад 85 |
| -------- | ----------- | ----- | ----- | ----- | ----- | ----- | ----- | -------- |
| Чоловіки | 986         | 502   | 369   | 636   | 974   | 1014  | 965   | 76       |
| Жінки    | 1000        | 424   | 364   | 691   | 880   | 1007  | 970   | 200      |

## Суміжні округи
- Рейні-Рівер, Онтаріо, Канада — північ
- Кук — схід
- Ешленд, Вісконсин — південний схід
- Бейфілд, Вісконсин — південь
- Дуглас, Вісконсин — південь
- Сент-Луїс — захід

## Виноски
1. ↑  US Decennial Census. US Census Bureau. Архів оригіналу за 19 липня 2018. Процитовано 21 жовтня 2014.
2. ↑  Historical Census Browser. University of Virginia Library. Архів оригіналу за 11 серпня 2012. Процитовано 21 жовтня 2014.
3. ↑  Population of Counties by Decennial Census: 1900 to 1990. US Census Bureau. Архів оригіналу за 4 серпня 2014. Процитовано 21 жовтня 2014.
4. ↑  Census 2000 PHC-T-4. Ranking Tables for Counties: 1990 and 2000 (PDF). US Census Bureau. Архів оригіналу (PDF) за 18 грудня 2014. Процитовано 21 жовтня 2014.
5. ↑  State & County QuickFacts. United States Census Bureau. Архів оригіналу за 7 червня 2011. Процитовано 1 вересня 2013.(англ.) Наведено за англійською вікіпедією.
6. ↑  American FactFinder. Бюро перепису населення США. Архів оригіналу за 26 лютого 2012. Процитовано 31 січня 2008.

| США | Це незавершена стаття з географії США. Ви можете допомогти проєкту, виправивши або дописавши її. |